# Symmimetis muscosa
Symmimetis muscosa là một loài bướm đêm trong họ Geometridae.